# 租借地
租借地是一國於約定期限內以租借方式，向他國取得管轄權的地區。租借國多憑以武力或不平等條約強占租借地，但出租國仍保有最後的主權，可於約定期滿後將之收回。
现代历史上的租借地很容易与一国在另一国的军事基地混淆。事实上后者的行政权和司法权仍归原主权国所有，必須尊重駐在國的主權。
租借行為（稱為「租借」並不精確，因為取得國不一定要付出租金）應與割讓區分。例如澳門1557年起明朝將澳門租借給葡萄牙，但明朝、清朝在澳門設立官府管理；1887年葡萄牙和晚清政府簽署《中葡和好通商條約》後，葡萄牙得以永居管理澳門，至此澳門成為葡萄牙殖民地；香港島和九龍半島界限街以南分別由《南京條約》和《北京條約》割讓與英國，沒有限期（兩條文使用的字眼分別為「常遠據守主掌（to be possessed in perpetuity）」及「永租在案…付與大英大君主並歷後嗣，並歸英屬香港界內」）；而新界由《展拓香港界址專條》租借給英國，有明確限期（99年）。

## 中国的租借地
- 胶澳（今属青岛市）：1898年3月6日，依据《胶澳租借条约》租给德国，为期99年；1914年11月，日本占领；1922年2月4日，中日签订《解决山东悬案条约》及其《附约》，又于1922年12月1日签订《山东悬案细目协定》，中国于12月10日赎回租借地主权，以及胶济铁路。
- 关东州（今属大连市）：1898年3月27日，根据《旅大租地条约》租予俄国，为期25年；1905年《朴次茅斯和约》转让给日本；1945年二战结束日本投降后由苏联接管，并最终于1955年归还中国。
- 广州湾（今属湛江市）：1899年11月16日，根据《中法互订广州湾租界条约》租给法国，为期99年；1943年2月21日，日本与维希法国签订《共同防御广州湾协议》，被日本占领；1945年8月18日，根据《中华民国国民政府与法国临时政府交接广州湾租借地条约》被中国收回。
- 新界（今属香港，貼近深圳水域劃歸深圳市）：1898年6月9日，根据《展拓香港界址专条》租给英国，为期99年；1997年7月1日，主权移交中国。
- 威海卫（今属威海市）：1898年7月1日，根据《订租威海卫专条》租给英国，为期25年；1923年5月31日，《接收威海卫协商意见书》签订；1930年10月1日归还中国。
- 中东铁路附属地：根据1896年《中俄密约》和《华俄道胜银行承办建造东省铁路合同》授予俄国租地权。1905年南满洲铁道附属地转让给日本。中东铁路其余部分的附属地在1920年9月23日被中国北洋政府收回，改称东省特别区。1931年滿洲國成立後仍維持，1933年更名為北滿特別區，1935年廢除；1945年日本投降后被苏联占领，最终于1952年被中国收回。
- 南满洲铁道附属地：1905年日本从俄国手中接收，1945年被中国收回。
- 澳门 ：1557年起明朝将澳门租借给葡萄牙，但明朝、清朝在澳门设立官府管理；1887年葡萄牙和晚清政府签署《中葡和好通商条约》后成为葡萄牙殖民地。1999年12月20日，主权移交中国。

### 列強在華的租借地及勢力範圍
| 國家             | 租借港灣   | 勢力範圍       |
| ---------------- | ---------- | -------------- |
| 德意志帝國       | 膠州灣     | 山東           |
| 俄罗斯帝国       | 旅順、大連 | 東北、長城以北 |
| 法兰西第三共和国 | 廣州灣     | 西南地區       |
| 大英帝国         | 威海衛     | 山东           |
| 大日本帝国       | --         | 福建           |

## 英国的租借地
- 百慕大群岛中的摩根、特克尔、圣大卫三岛：1941年租予美国，用于建设军事基地，为期99年，以换取50艘驱逐舰。但在1995年，美軍從百慕大撤退。

## 芬兰的租借地
- 汉科半岛：根据1940年3月6日签订的苏芬战争（冬季战争）停战条款租予苏联，为期30年。苏德战争爆发后被芬兰夺回。由于该半岛过于偏西，不利于在战时敷设横跨芬兰湾的水雷封锁线，因此在1947年芬兰与盟国签订《巴黎和约》时，苏联正式放弃汉科半岛的租借权，代之以波卡拉半岛。
- 波卡拉半岛：根据1944年9月19日苏芬战争（持续战争）停战条款租予苏联，为期50年。1956年提前归还芬兰。

## 古巴的租借地
- 关塔那摩：1903年2月23日永久租予美国。

## 尼加拉瓜的租借地
- 科恩群岛：1914年《布赖恩-查摩罗条约》租予美国，1971年归还。

## 巴拿马的租借地
- 巴拿马运河区：1903年租予美国。1979年签订《卡特-托里霍斯条约》，运河区由巴拿马和美国共管。1999年12月31日，运河区主权归还给巴拿马。

## 比利时的租借地
- 为修建开罗至开普敦的铁路，英国于1894年5月与比利时国王利奥波德二世达成协议，将刚果自由邦东部，自爱德华湖南岸至坦噶尼喀湖北岸一块宽25英里的长条地带租予英国，以修建连接罗得西亚与苏丹的铁路。作为交换，英国将苏丹西南部与乌干达西北部、东经30°以西、北纬5°30'以南、尼罗河和阿尔伯特湖以西以北的一片土地租给比利时。租约于利奥波德二世去世后六个月到期。1910年，英国和比利时各自收回畀予对方的租借地。

## 奥斯曼帝国的租借地
- 1878年，将塞浦路斯岛租借给英国。第一次世界大战中奥斯曼帝国战败，该岛遂为英国所有。